# 川副隆

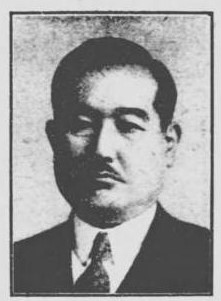
川副隆

川副 隆（かわそえ たかし、1889年（明治22年）4月8日 - 1962年（昭和37年）8月2日）は、大正から昭和期の実業家・政治家。衆議院議員。

## 経歴
長崎県西松浦郡伊万里町（現伊万里市）で、政治家川副綱隆の長男として生まれる。1915年（大正4年）東京帝国大学法科大学政治学科を卒業した。
三菱商事に入社。漢口出張所長、船舶部長代理、漢口日本居留民団行政委員などを歴任。その後、海運業に従事し、神戸会陽汽船取締役、大阪静鉱業取締役、佐世保親和銀行取締役、佐世保運輸取締役、西肥菱油取締役、川副商会社長、日東燃料社長、九北運輸社長、丸三肥料社長、佐世保魚市場社長、佐世保製氷冷蔵社長などを務めた。
1937年（昭和12年）4月、第20回衆議院議員総選挙（長崎県第2区、立憲民政党公認）で初当選し、1942年（昭和17年）4月の第21回総選挙で翼賛政治体制協議会の推薦を受け出馬して再選された。この間、国務大臣秘書官、逓信省委員、運輸通信省委員、大政翼賛会議会局理事、翼賛政治会政調幹事、逓信委員、海軍兼務委員などを務めた。戦後、日本進歩党に所属し、衆議院議員に連続2期在任。その後、公職追放となった。

## 国政選挙歴
- 第19回衆議院議員総選挙（長崎県第2区、1936年2月、中立）落選[9]
- 第20回衆議院議員総選挙（長崎県第2区、1937年4月、立憲民政党公認）当選[6]
- 第21回衆議院議員総選挙（長崎県第2区、1942年4月、推薦）当選[7]
- 第27回衆議院議員総選挙（長崎県第2区、1955年2月、自由党）落選[10]